# Rajd Polski 1965
25. Rajd Polski był rozgrywany w dniach 4–8 sierpnia 1965 roku. Był on X rundą Rajdowych Mistrzostw Europy i zarazem trzecią eliminacją Rajdowych Samochodowych Mistrzostw Polski. Organizatorem rajdu był Polski Związek Motorowy i Automobilklub Krakowski. Do rajdu zgłoszono 86 załóg z 16 krajów w 8 klasach. Do rajdu przystąpiło 77 załóg, sklasyfikowano 33. Długość rajdu wyniosła 3189 km, zawierał 15 odcinków specjalnych (4 zostały odwołane) o łącznej długości ok. 150 km, prócz tego zorganizowano dwie próby szybkości górskiej, dwie próby szybkości płaskiej i dwie próby zwrotności.
Lista planowanych odcinków specjalnych:
– 5 sierpnia
- OS-1 Cyhrla – Wierch Poroniec
- OS-2 Żebraczka – Berest
- OS-3 Dąbrowa – Bartkowa-mostek
- OS-4 Żegocina – Młynne-mostek
- OS-5 Wetlina – Ustrzyki Górne

– 6 sierpnia
- OS-6 Bircza – Korzeniec
- OS-7 Młynne – Żegocina
- OS-8 Malinka – Głębce
- OS-9 Kudowa Zdrój – Radków
- OS-10 Wolibórz – Jodłowniki

– 7 sierpnia
- OS-11 Rościszów – Walim
- OS-12 Jarkowice – Kowary
- OS-13 Walim – Rościszów
- OS-14 Jodłownik – Wolibórz
- OS-15 Karłów – Kudowa Zdrój

## Klasyfikacja generalna X rundy Rajdowych Mistrzostw Europy
| Miejsce | Kierowca          | Pilot             | Samochód            | Punkty   |
| ------- | ----------------- | ----------------- | ------------------- | -------- |
| 1       | Rauno Aaltonen    | Tony Ambrose      | Morris Cooper       | 2355.513 |
| 2       | Sobiesław Zasada  | Kazimierz Osiński | Steyr Puch 650 TR   | 2436.800 |
| 3       | Erik Carlsson     | Torsten Aman      | Saab 96 Sport       | 2498.901 |
| 4       | Rene Trautmann    | Claudine Bouchet  | Lancia Flavia Coupe | 2517.033 |
| 5       | Pat Moss-Carlsson | Elizabeth Nystrom | Saab 96 Sport       | 2606.075 |
| 6       | Ove Andersson     | Gunnar Wiman      | Saab 96 Sport       | 2651.403 |
| 7       | Carl Magnus Skogh | Lennart Berggren  | Volvo 122 S         | 2840.894 |
| 8       | Adam Wędrychowski | Czesław Wodnicki  | Steyr Puch 700 TR   | 3358.006 |
| 9       | Kurt Otto         | Hermann Hanf      | Wartburg 1000       | 3601.602 |
| 10      | Kurt Rudiger      | Gunter Gries      | Wartburg 1000       | 3672.427 |

## Klasyfikacja końcowaRSMP[1]
| Miejsce | Kierowca            | Pilot                   | Samochód          | Punkty   | Grupa Klasa |
| ------- | ------------------- | ----------------------- | ----------------- | -------- | ----------- |
| 1       | Sobiesław Zasada    | Kazimierz Osiński       | Steyr Puch 650 TR | 2436,800 | 1/700       |
| 2       | Adam Wędrychowski   | Czesław Wodnicki        | Steyr Puch 650 TR | 3358,006 | 1/700       |
| 3       | Marek Varisella     | Tadeusz Truchel         | FSO Syrena 103 S  | 3868,637 | 1/850       |
| 4       | Jerzy Dobrzański    | Longin Bielak           | BMW 700 Sport     | 3872,074 | 1/700       |
| 5       | Aleksander Sobański | Mieczysław Sochacki     | Volvo 121         | 3911,069 | 1/2000      |
| 6       | Andrzej Nytko       | Kazimierz Jaromin       | Wartburg 1000     | 4609,505 | 1/1000      |
| 7       | Stanisław Dalka     | Krzysztof Woyciechowski | Renault 8 Major   | 4877,638 | 1/1300      |
| 8       | Stefan Munchberg    | Gabriel Kozłowski       | Renault 8 Gordini | 5144,250 | 1/1300      |
| 9       | Marian Repeta       | Leon Zabłocki           | FSO Warszawa 203  | 5759,377 | 1/2500      |
| 10      | Adam Smorawiński    | Mieczysław Biliński     | FSO Warszawa 203  | 6343,412 | 1/2500      |

Samochody startujące w Rajdzie Samochodowych Mistrzostw Polski (RSMP) podzielone były na klasy według pojemności skokowej silnika:
- klasa 1 - samochody o pojemności do 700 cm3
- klasa 2 - samochody o pojemności do 850 cm3
- klasa 3 - samochody o pojemności do 1000 cm3
- klasa 4 - samochody o pojemności do 1300 cm3
- klasa 5 - samochody o pojemności powyżej 1300 cm3

W każdej z klas prowadzona była odrębna klasyfikacja, nie było natomiast w RSMP klasyfikacji generalnej.
Do końcowej klasyfikacji RSMP zaliczano dla każdego kierowcy 3 najlepsze wyniki. Sklasyfikowani mogli być zawodnicy, którzy wystartowali w co najmniej 3 eliminacjach.

### Końcowa klasyfikacja w klasie 1 RSMP
| Miejsce | Kierowca          | Pilot             | Samochód          | Punkty |
| ------- | ----------------- | ----------------- | ----------------- | ------ |
| 1       | Sobiesław Zasada  | Kazimierz Osiński | Steyr Puch 650 TR | bd     |
| 2       | Adam Wędrychowski | Czesław Wodnicki  | Steyr Puch 700 TR | 72     |
| 3       | Longin Bielak     | Jerzy Dobrzański  | BMW 700           | 56     |

### Końcowa klasyfikacja w klasie 2 RSMP
| Miejsce | Kierowca          | Pilot           | Samochód   | Punkty |
| ------- | ----------------- | --------------- | ---------- | ------ |
| 1       | Marek Varisella   | Tadeusz Truchel | Syrena 103 | 88     |
| 2       | Henryk Kalinowski | Stanisław Luch  | Syrena 101 | 48     |
| 3       | A. Łazuk          | bd              | Syrena 103 | 18     |

### Końcowa klasyfikacja w klasie 3 RSMP
| Miejsce | Kierowca       | Pilot             | Samochód      | Punkty |
| ------- | -------------- | ----------------- | ------------- | ------ |
| 1       | Andrzej Nytko  | Kazimierz Jaromin | Wartburg 1000 | 88     |
| 2       | Ksawery Frank  | Janusz Kiljańczyk | Morris Minor  | 54     |
| 3       | Jan Wojczaczek | Janusz Kuczyński  | Wartburg 1000 | 36     |

### Końcowa klasyfikacja w klasie 4 RSMP
| Miejsce | Kierowca        | Pilot                   | Samochód          | Punkty |
| ------- | --------------- | ----------------------- | ----------------- | ------ |
| 1       | Stanisław Dalka | Krzysztof Woyciechowski | Renault R 8 Major | 88     |
| 2       | Jan Soczek      | Adam Kowalski           | Skoda             | 45     |
| 3       | Jan Pach        | Eugeniusz Pach          | Volkswagen 1200   | 44     |

### Końcowa klasyfikacja w klasie 5 RSMP
| Miejsce | Kierowca            | Pilot               | Samochód     | Punkty |
| ------- | ------------------- | ------------------- | ------------ | ------ |
| 1       | Aleksander Sobański | Mieczysław Sochacki | Volvo 121    | 70     |
| 2       | Henryk Ruciński     | Zbigniew Łagutko    | Volvo 121    | 66     |
| 3       | Adam Smorawiński    | Mieczysław Biliński | Warszawa 203 | 50     |

## Biografia
- broszura XXV Rajd Polski informator, wyd.Komitet organizacyjny MRS